# Bargiglio

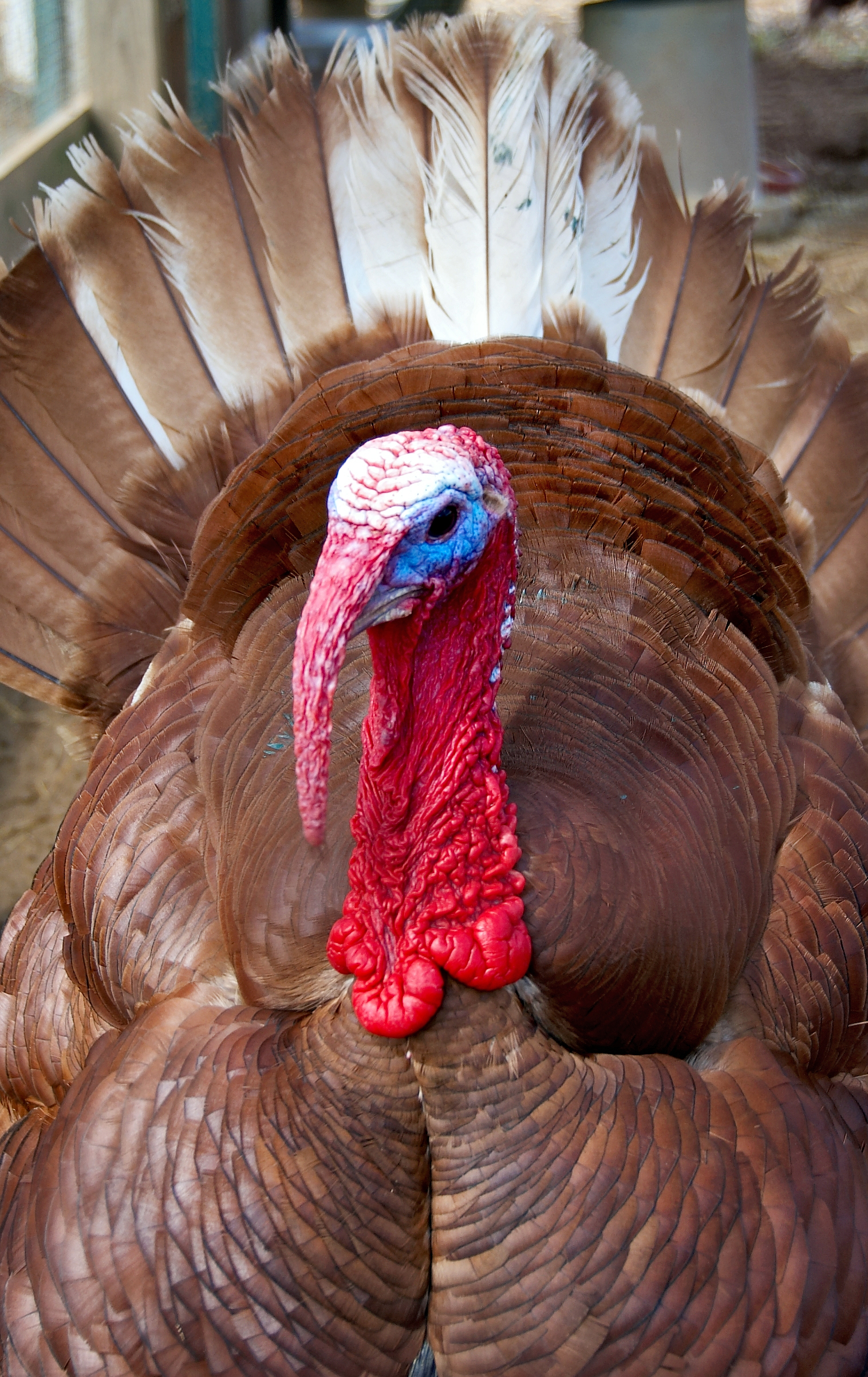
Il tacchino è un animale dotato di bargiglio.

Il bargiglio (plurale bargigli) è un'appendice di carne che presentano alcuni volatili sulla testa e/o sul collo, generalmente di colore acceso.
I bargigli sono zone senza piume, di estensione variabile, che possono localizzarsi intorno agli occhi e le gote, oppure coprire totalmente la testa o il collo. Possono formare protuberanze di natura eretta, come le creste, e altre di tipo pendente, generalmente ubicate sulla gola o sul collo.
Bargiglio è un derivato da bargliglione, a sua volta derivato dal latino *margelliō, -ōnis, a sua volta da margella, «perla», dal greco antico: μάργαρον?, márgaron, da confrontare con il calabrese màrgari, «bargigli della capra»; la b- è dovuta all'accostamento a barba; un'ipotesi alternativa è che derivi dal latino medievale bargilla che significa «bisaccia». In francese il bargiglio si dice caroncule (cfr. caruncola, l'inglese caruncle e lo spagnolo carúncula) e proviene dal latino caruncula, «verruca», diminutivo di carō, carnis, «carne».
Solitamente i bargigli sono considerati caratteri sessuali secondari, essendo più grossi negli esemplari maschi, con colorazioni intense (ad esempio le creste dei galli sono maggiori di quelle delle galline).
I bargigli si sviluppano totalmente o raggiungono la pigmentazione definitiva solo con la maturità sessuale.

## Funzione
Il bargiglio dei volatili è un elemento ornamentale usato dai maschi per attrarre le femmine durante il corteggiamento. Possedere bargigli grandi o molto colorati indica alti livelli di testosterone, una buona alimentazione e una grande capacità di eludere i predatori, mostrando così la buona qualità dei propri geni.
Si è proposta, inoltre, l'idea che questi organi siano associati con i geni che codificano la resistenza alle malattie. Ulteriore credenza è che i volatili che vivono in regioni tropicali usino il bargiglio come un elemento termoregolatore, che consente al sangue di raffreddarsi più rapidamente quando vi scorre attraverso.

## Volatili con bargiglio
Molte specie di volatili di diverse famiglie presentano bargigli. Fra questi si trovano:
- Phasianidae (es. fagiani, galli e tacchini)
- Cathartidae (es. condor)
- Falconidae (es. falconi)
- Accipitridae (es. aquile e avvoltoi)
- Casuariidae
- Bucorvidae
- Bucerotidae
- Ciconiidae (es. cicogne)
- Threskiornithidae (es. ibis)
- Charadriidae
- Anatidae (es. cigni e anatre)
- Pelecanidae (es. pellicani)
- Phalacrocoracidae (es. cormorani)
- Sulidae
- Cuculidae (es. cuculo)
- Musophagidae
- Cacatuidae (es. cacatua)
- Psittacidae (es. pappagalli)
- Coliidae (es. passeri)
- Callaeidae
- Campephagidae
- Icteridae
- Meliphagidae
- Monarchidae
- Picathartes
- Platysteiridae
- Sturnidae
- Pycnonotidae
- Tyrannidae
- Philepittidae
- Pellorneidae
- Leiothrichidae

## Galleria d'immagini

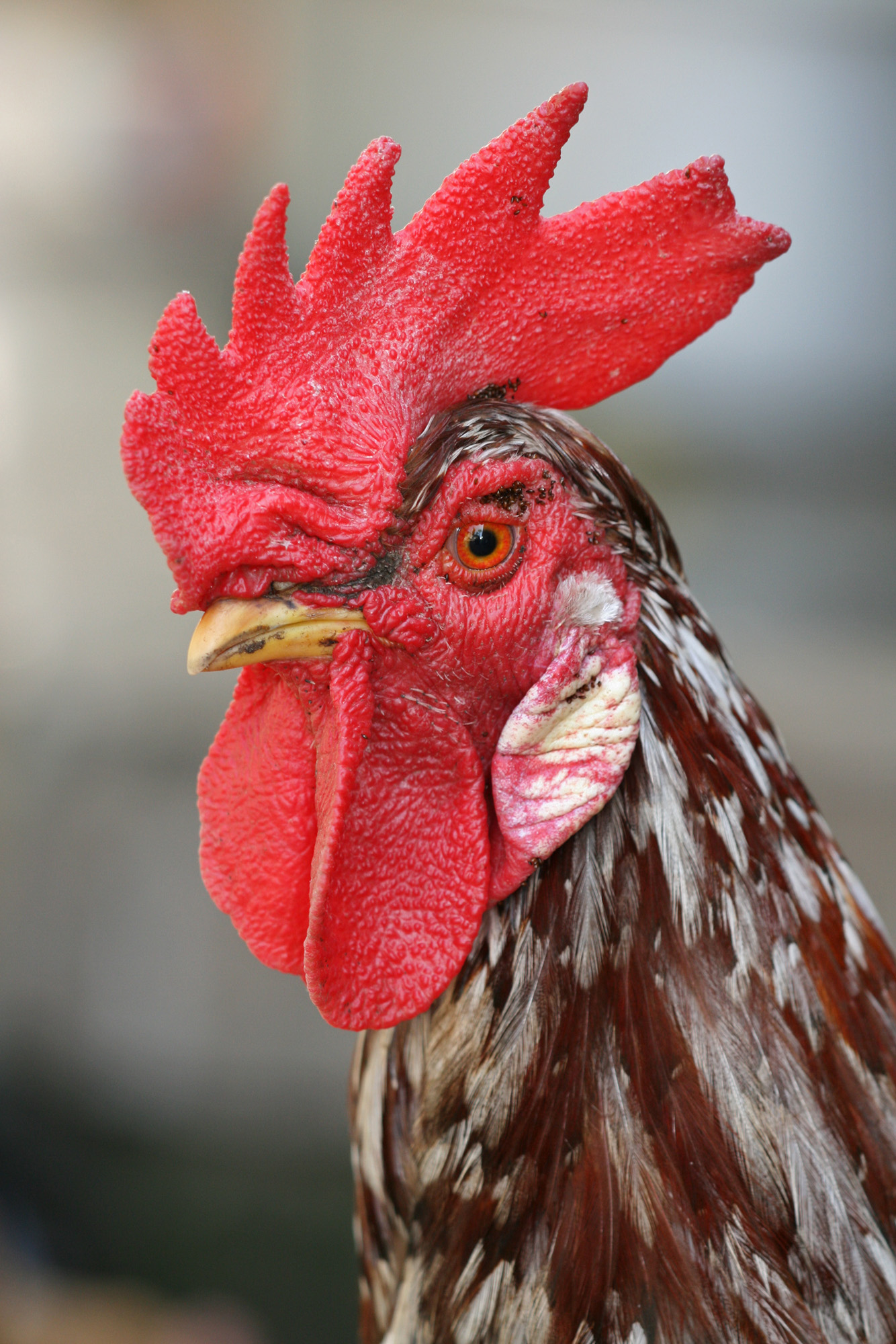
I galli con creste grandi attraggono maggiormente le galline.
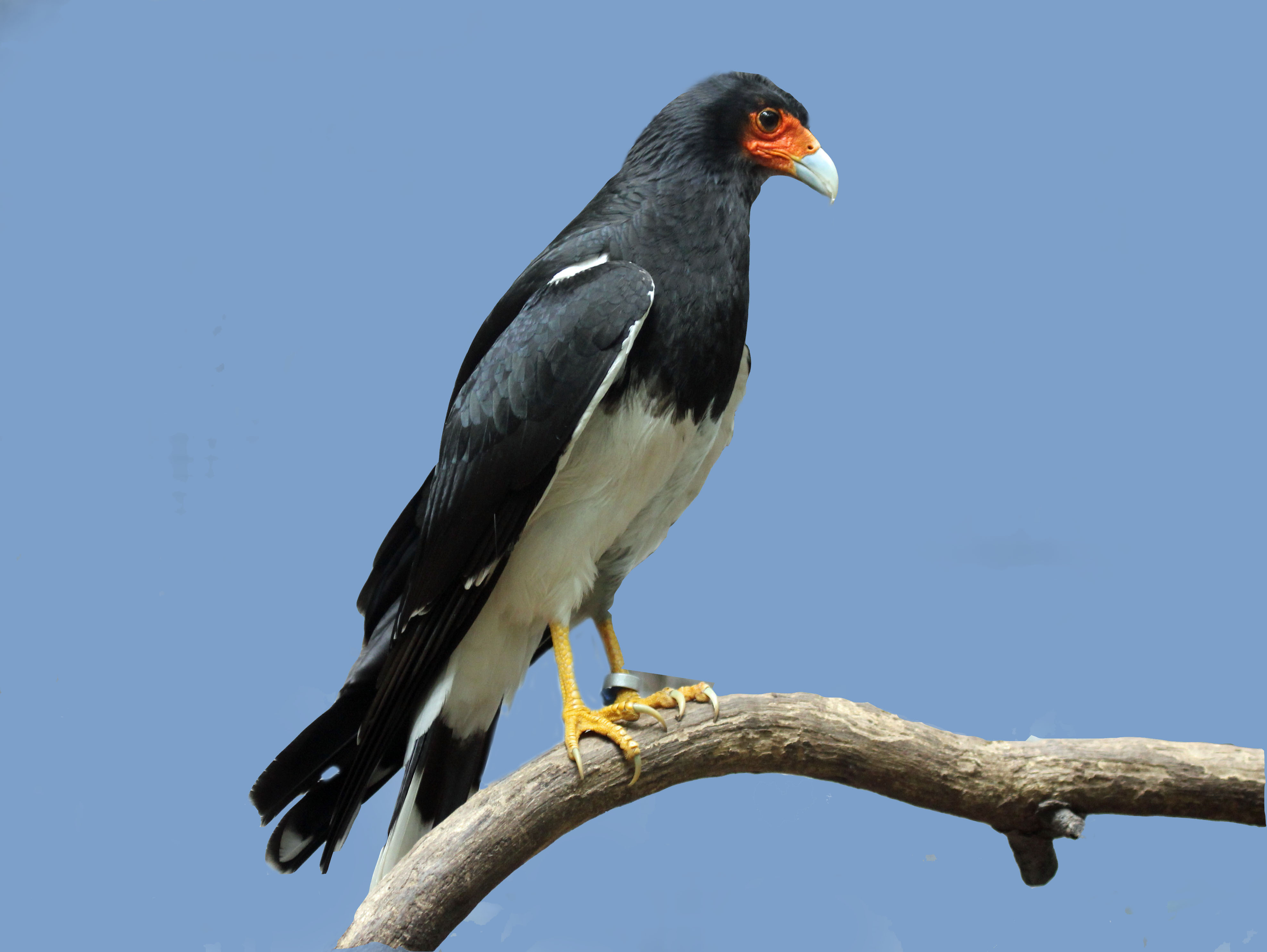
Il caracara montano come molti falconi presenta i bargigli.
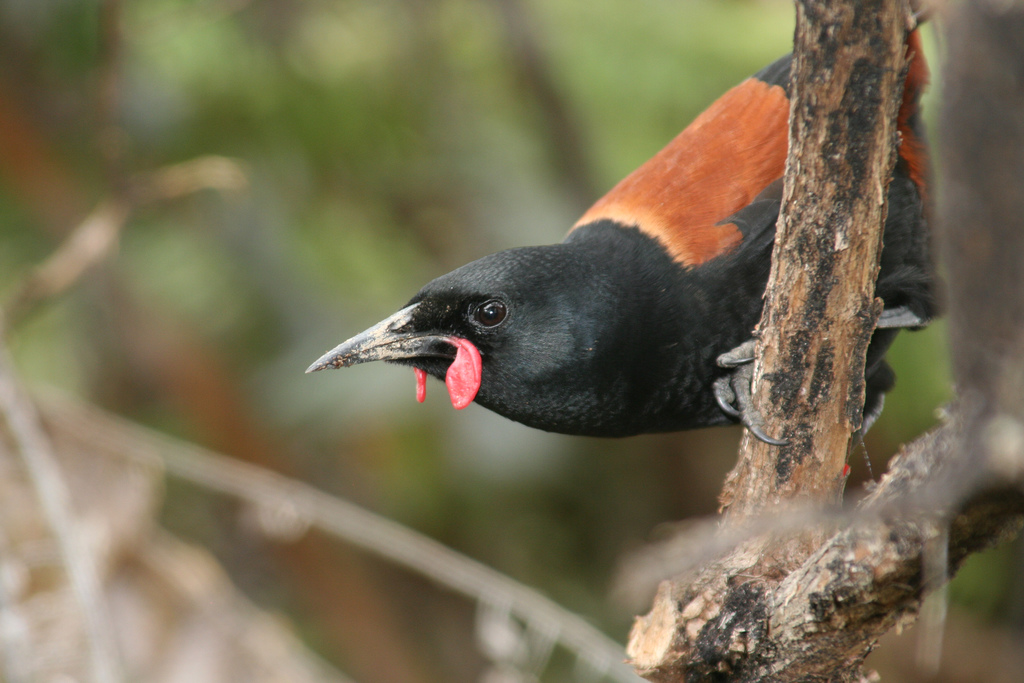
Il calleide caruncolato dell'Isola del Sud presenta bargigli pendenti ai lati del becco.
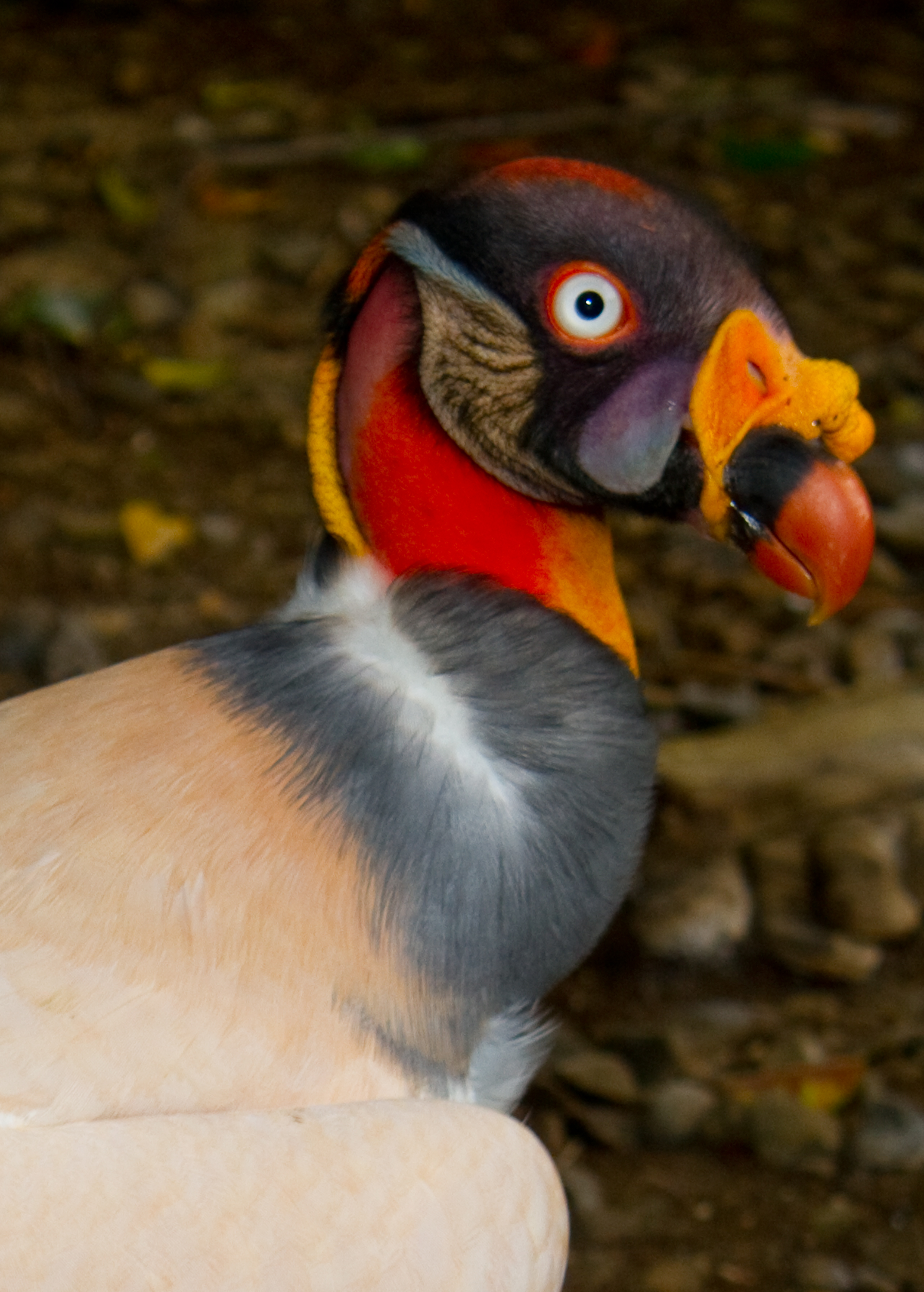
L'avvoltoio reale presenta bargigli di vari colori.
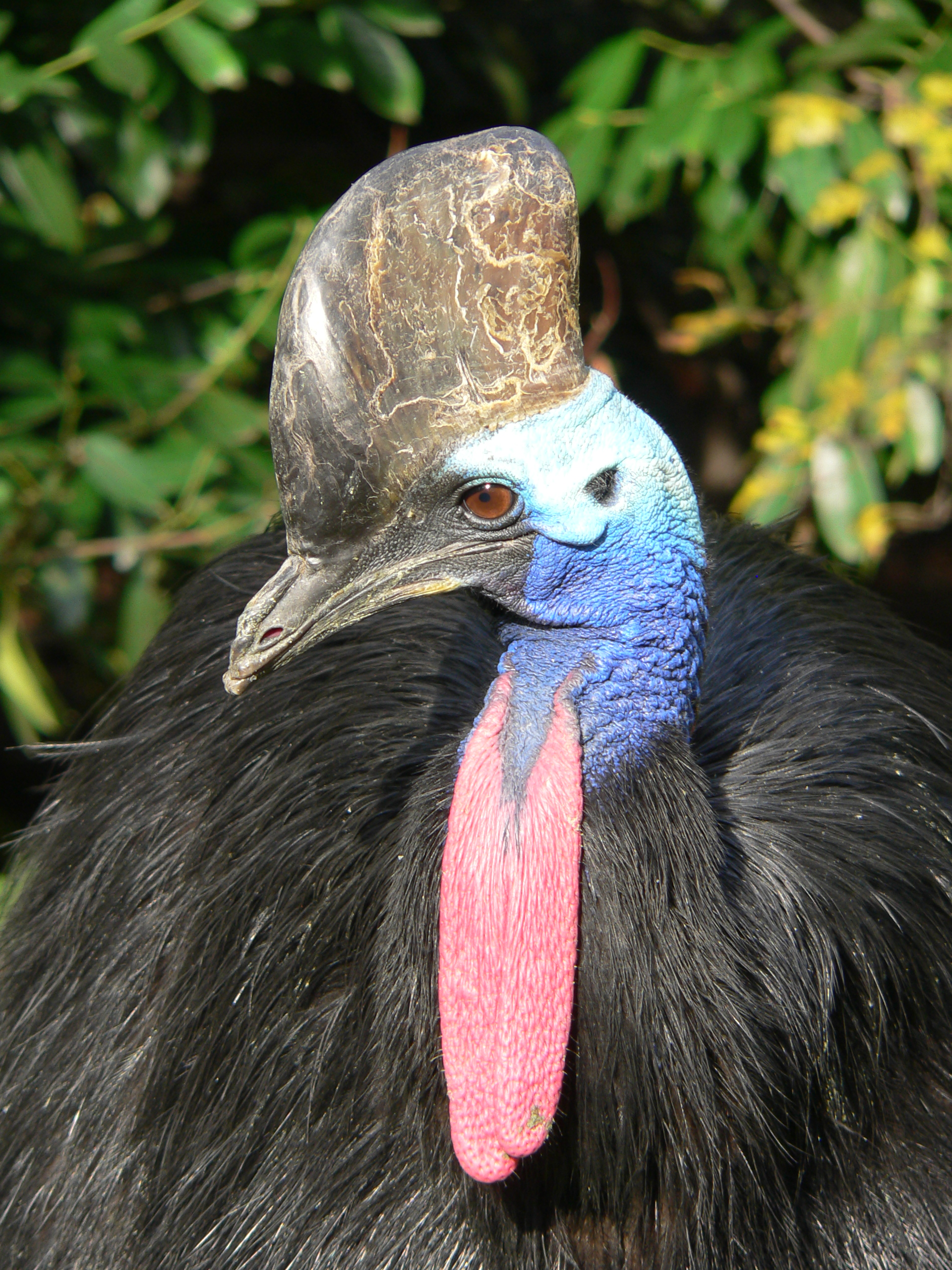
Il casuario australiano ha la testa e il collo coperti da bargigli azzurri e due pendenti rossi.
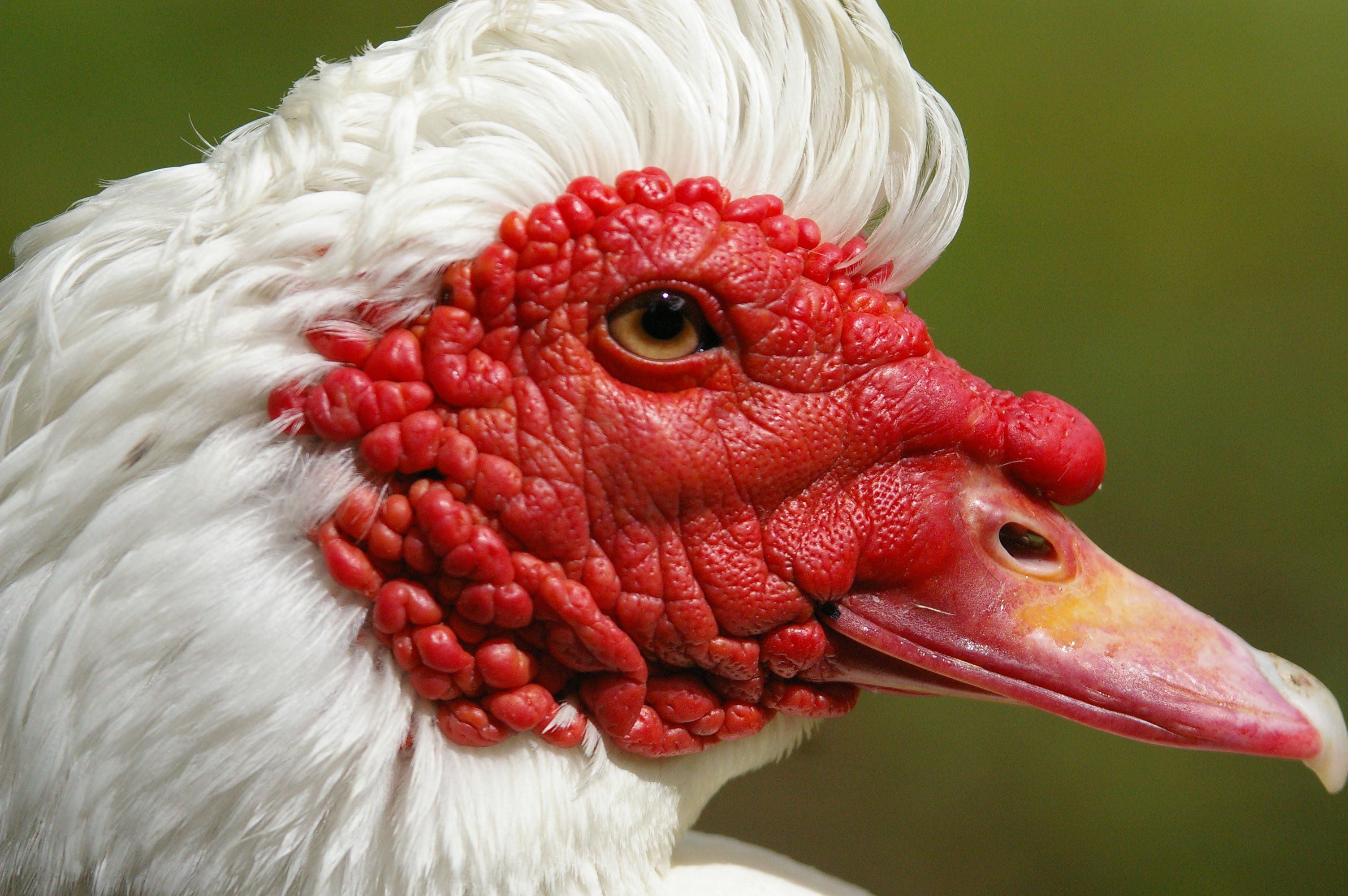
L'anatra muschiata ha tutto il rostro coperto da bargigli rossi.